# Billaea morosa
Billaea morosa är en tvåvingeart som beskrevs av Louis-Paul Mesnil 1963. Billaea morosa ingår i släktet Billaea och familjen parasitflugor. Inga underarter finns listade i Catalogue of Life.